# Dion Clayton Calthrop

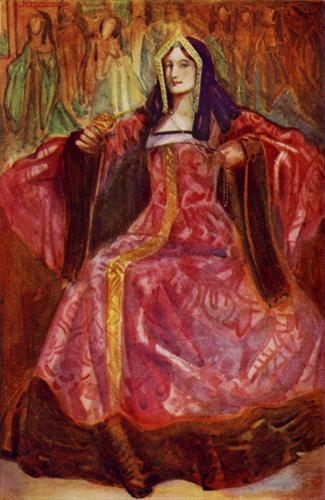
Illustratie "A woman of the time of Henry VII" (1485-1509), geschilderd in 1906

Dion Clayton Calthrop (1878 - 1937) was een Brits kunstenaar die vooral als auteur van humoristische verhalen en als illustrator bekend is geworden.
Hij studeerde bij St John's Wood en daarna bij Julian's and Colarossi's in Parijs.In de Eerste Wereldoorlog was Dion Clayton Calthrop als vrijwilliger officier in de RNVR.
De veelzijdige kunstenaar exposeerde in de jaren 1900-1903 in de Royal Academy en was mede-uitgever van The Idler. 
Hij publiceerde boeken over uiteenlopende onderwerpen zoals kostuumgeschiedenis (1935) en het sportvissen. Soms illustreerde hij de boeken zelf. Toneelstukken van zijn hand werden in Londen en New York opgevoerd. Zijn autobiografie, getiteld "My Own Trumpet", verscheen in 1935.
Werk van Dion Clayton Calthrop is ook in Nederland verschenen; In 1908 was een Engelse vertaling van Psyche van Louis Couperus verschenen, voorzien van tekeningen van Dion Clayton Calthrop. Daarop had uitgever Veen de rechten voor die tekeningen gekocht om die te kunnen gebruiken in een Nederlandse uitgave. Dat gebeurde voor een deel van de derde druk die verschenen was in november 1904; deze geïllustreerde derde druk verscheen in april 1909, in een blauwlinnen band waarop een illustratie van Calthrop. 